# Cratere Raisa
Raisa  è un cratere sulla superficie di Venere.